# Masanori Suzuki
Masanori Suzuki (鈴木 将方 Suzuki Masanori?,  nacido el 15 de septiembre de 1968 en Tokio) es un exfutbolista japonés. Jugaba de centrocampista y su último club fue el Júbilo Iwata de Japón.

## Trayectoria

### Clubes
| Club         | País  | Año         |
| ------------ | ----- | ----------- |
| Toshiba      | Japón | 1991 - 1993 |
| Júbilo Iwata | Japón | 1994 - 1997 |

## Palmarés

### Títulos nacionales
| Título    | Club         | País  | Año  |
| --------- | ------------ | ----- | ---- |
| J1 League | Júbilo Iwata | Japón | 1997 |